# Eyedea
Eyedea, nome artístico de Micheal Larsen (9 de novembro de 1981 — 17 de outubro de 2010) foi um rapper norte-americano. Ele também já utilizou o nome artístico Oliver Hart, e foi o mestre de cerimônias (MC) da dupla Eyedea & Abilities (juntamente com seu amigo DJ Abilities). Larsen fazia parte da gravadora "Rhymesayers Entertainment" antes de fundar sua própria gravadora, chamada "Crushkill Recordings". O estilo de música do Eyedea pode ser descrito com alguns temas, como: filosofia, política, poesia, termos abstratos, entre outros.
Basicamente, Eyedea iniciou seu trajeto no Hip Hop através de batalhas de MCs onde se destacou consideravelmente por suas habilidades no freestyle ou improviso, criando rimas na hora. Nos Estados Unidos, ele foi campeão de torneios nacionais de batalhas de MCs como: "Scribble Jam" (1999) e o "HBO Blaze Battle" (2000). Eyedea possui três discos com DJ Abilites, sendo estes: "First Born" (2001), "E&A" (2004) e "By the Throat" (2009). Como um artista solo, Eyedea possui um disco intitulado: "The Many Faces of Oliver Hart or How Eye One the Write Too Think" (2002). 

## Biografia

### Infância e juventude
Micheal Larsen nasceu em Saint Paul, Minnesota, onde ele frequentou a escola Highland Park Senior High School. Ele começou sua carreira como um rapper relativamente cedo, com uns 14 anos de idade. Depois de se destacar em campeonatos locais de freestyle e batalhas de MCs, ele chamou atenção de uma gravadora chamada "Rhymesayers Entertainment", que eventualmente assinou um contrato com Eyedea.

### Carreira musical
Eyedea ficou conhecido como um MC de batalha de Rap, viajando pelos EUA entre 1997 e 2001. Durante esse tempo, ele ganhou as competições no Scribble Jam 1999, no Rock Steady Anniversary 2000 e no Blaze Battle New York 2000. Nessas batalhas ele ganhou de artistas notáveis como Immortal Technique, PEACE e PackFM. Em 1999, ele apareceu no álbum de compilação Anticon, Music for the Advancement of Hip Hop. Larsen também fez diversas turnês com o grupo Atmosphere.
Em 2001, ele lançou First Born com seu parceiro DJ Abilities (coletivamente, eles foram inicialmente chamados de Sixth Sense, mas depois alteraram o nome para Eyedea & Abilities). Em 2002, sob seu pseudônimo "Oliver Hart", ele lançou o disco The Many Faces of Oliver Hart, or: How Eye One the Write Too Think. Em 2004, ele se reuniu com o DJ Abilities para lançar o álbum E&A.
Todos os lançamentos de Eyedea foram pela gravadora Rhymesayers, com a exceção do EP Carbon Carousel, que foi lançado por sua própria gravadora independente, Crushkill Recordings. Além de fazer uma turnê independente e com colegas de selo do Rhymesayers e membros do Face Candy, Eyedea & Abilities participaram do evento patrocinado pela Def Jux Who Killed the Robots?, intitulado por Eyedea.
Em 2007, Eyedea criou um livro de poesia e arte com o pintor Louis N. LaPierre, que também é responsável pela arte do álbum This Is Where We Were do grupo Face Candy. O livro foi intitulado Once A Queen ... Always A Creep. Apenas 80 cópias do livro foram feitas.
No verão de 2009, Eyedea & Abilities juntou-se ao festival de Hip Hop Rock the Bells, se apresentando ao lado de artistas como Sage Francis, Evidence, M.O.P. e o Knux. E&A também se apresentou no primeiro show do Rock the Bells em 2004, famoso por ser a última apresentação do rapper Ol 'Dirty Bastard com o Wu-Tang Clan.
Em 2011, um EP de 4 freestyles de Eyedea, lançado anteriormente em 2010, mas vendido apenas em shows ao vivo, foi disponibilizado para download. Guitar Party é um grupo formado pelo vocalista (e aluno da primeira série) Mijah Ylvisaker e pelo baterista J.T. Bates (Face Candy, Carbon Carousel, The Pines) e os guitarristas Jeremy Ylvisaker (Carbon Carousel, Alpha Consumer, Andrew Bird, The Cloak Ox), Jake Hanson (Halloween, Alasca), Andrew Broder (Fog, The Cloak Ox) e Micheal Larsen (Eyedea & Abilities, Carbon Carousel, Face Candy) lançou uma gravação do único show ao vivo que eles conseguiram tocar antes da morte de Eyedea chamado Birthday. O segundo álbum do Face Candy foi lançado em 24 de maio , 2011 pela gravadora Rhymesayers. Este álbum foi gravado em dois dias nos estúdios Winterland e uma noite na frente de uma plateia no palco do St. Paul's Black Dog Cafe.

## Discografia
Álbuns
- First Born (2001) (com DJ Abilities, como Eyedea & Abilities)
- The Many Faces of Oliver Hart, or: How Eye One the Write Too Think (2002) (como Oliver Hart)
- E&A (2004) (Eyedea & Abilities)
- This Is Where We Were (2006) (com a participação de Face Candy)
- By the Throat (2009) (Eyedea & Abilities)
- Waste Age Teenland (2011) (Face Candy)
- Grand's Sixth Sense (2011) (com participação de DJ Abilities, como Sixth Sense, gravado em 1990s)

EPs
- The Whereabouts of Hidden Bridges (2000) (com Oddjobs)
- The Some of All Things, or: The Healing Power of Scab Picking (2006) (com Carbon Carousel)
- Duluth Is the Truth (2009)
- When in Rome, Kill the King (2010) (como Micheal Larsen)
- Freestyles (2010)

Mixtapes
- E&A Road Mix (2003) (Eyedea & Abilities)

Discos ao Vivo
- Birthday (I Feel Triangular) (2011) (com Guitar Party)

Singles
- "Pushing Buttons" 12" (2000) (Eyedea & Abilities)
- "Blindly Firing" 12" (2001) (Eyedea & Abilities)
- "Now / E&A Day" 12" (2004) (Eyedea & Abilities)
- "Carbon Carousel Single Series #1" (2007) (Carbon Carousel)
- "Nervous" (2007) (Carbon Carousel)

Participações
- "Best Kind" por Slug do grupo Atmosphere (1997)
- "Native Ones Live @ The Entry" por Atmosphere em Headshot: Vol. 6: Industrial Warfare (1998)
- "Monster Inside" por Anomaly em Howle's Book (1998)
- "Savior?" por Sole, Slug e Eyedea em Music for the Advancement of Hip Hop (1999)
- "Embarrassed" por Sage Francis com participação do Slug em Sick of Waging War (2001)
- "Gotta Love Em" por Slug & Eyedea com DJ Murge Search and Rescue (2002)
- "The Stick Up" por Atmosphere em "Headshots Se7en" (2002)
- "More From June" por Deep Puddle Dynamics em "We Aint Fessin" (2002)
- "We Aint Fessin (Double Quotes)" por Deep Puddle Dynamics em "We Aint Fessin" (2002)
- "Miss By A Mile" por Aesop Rock, Eyedea & Slug em We Came From Beyond, Vol 2 (2003)
- "Play Dead Til They Kill You" por Saturday Morning Soundtrack em Saturday Morning Soundtrack (2005)
- "Quality Programming" por Booka B em Basementality (2005)
- "L-Asorbic Acid" por The Crest & Eyedea + Carnage on "Skeptic" (2005)
- "Everything's Perfect" por AWOL One em "War of Art" (2006)
- "Frisbee" por Abstract Rude (2006)
- "Dopamine" por Playaz Longue Crew em Hype Hop (2007)
- "Thanks But No Thanks" por Sector 7G em "Scrap Metal" (2007)
- "Head Tripping" por Kristoff Krane em "This Will Work For Now" (2008)
- "Is It Right" por Kristoff Krane em "This Will Work For Now" (2008)
- "Dream" por No Bird Sing em "No Bird Sing" (2009)
- "Best Friends" por Kristoff Krane em Picking Flowers Next To Roadkill (2010)
- "Sneak" por The Let Go on Morning Comes (2010)
- "Dead Wallets" com participação do Ecid em "Movement 4:6" (2010)
- "Rockstars Don't Apologize" por Ecid Feat. Awol One, and Kristoff Krane em "Werewolf Hologram" (2012)
- "Purest Disgust" por Debaser em Peerless
- "Cataract Vision" por Eyenine em Afraid to Dream
- "Perfect Medicine" por Serebe
- "Savior Self" por Sadistik com participação de CasOne, Kristoff Krane, e Alexipharmic
- "Thorns" por Aesop Rock, Slug, & Eyedea
- "Chemical Burns" por Sadistik em Ultraviolet (2014)

## Competições de Batalhas de MCs
| Ano  | Competição/Evento      | Adversário         | Resultado | Observações       |
| ---- | ---------------------- | ------------------ | --------- | ----------------- |
| 1998 | Scribble Jam           | Slug               | Derrota   |                   |
| 1999 | Scribble Jam           | Otherwize          | Vitória   |                   |
| 1999 | Scribble Jam           | Unseen             | Vitória   |                   |
| 1999 | Scribble Jam           | Optimus Prime      | Vitória   |                   |
| 1999 | Scribble Jam           | P.E.A.C.E.         | Vitória   | Campeão do Evento |
| 2000 | Rocksteady Anniversary | PackFM             | Vitória   |                   |
| 2000 | Rocksteady Anniversary | Immortal Technique | Vitória   | Campeão do Evento |
| 2000 | HBO Blaze Battle       | Ali Vegas          | Vitória   |                   |
| 2000 | HBO Blaze Battle       | E-Dub              | Vitória   |                   |
| 2000 | HBO Blaze Battle       | RK                 | Vitória   |                   |
| 2000 | HBO Blaze Battle       | Shells             | Vitória   | Campeão do Evento |
| 2000 | Scribble Jam           | Propane            | Vitória   |                   |
| 2000 | Scribble Jam           | Brother Ali        | Derrota   |                   |